# Марса-Брега – Бенгазі
Марса-Брега — Бенгазі — газопровід на північному сході Лівії, що прямує уздовж узбережжя затоки Сідра (Великий Сирт).
Марса-Брега розташована на узбережжі затоки Сідра на північ від великого нафтогазовидобувного району, звідки підходить газотранспортний коридор Нассер – Марса-Брега. Первісно в самій Марса-Брезі створили кілька великих споживачів, як то завод з виробництва зрідженого природного газу Брега ЗПГ, завод метанолу (з 1977-го) та завод азотних добрив, а потім узялись за проекти транспортування блакитного палива в інші регіони країни. Спершу в 1989-му став до ладу газопровід Марса-Брега — Місурата — Хомс, яким почалась подача блакитного палива у західні райони країни, а наприкінці 1990-х почали розвивати схему доставки блакитного палива у східні райони узбережжя (при цьому брали до уваги майбутнє надходження до Нассер – Марса-Брега ресурсу з найбільшого газового родовища цього району Аттахаді, видобуток на якому фактично почався у 2005-му). 
Спершу в 1997-му уклали контракт з німецькою компанією Mannesmann щодо прокладання ділянки довжиною 120 км до міста Ез-Зувайтіна, а наступного року той же підрядник отримав замовлення на виконання робіт другого етапу — спорудження секції довжиною 142 км від Ез-Зувайтіни до Бенгазі. Обидві ділянки виконувались в діаметрі 850 мм, при цьому першу чергу проекту завершили ще у 20-му столітті, а другу — в першій половині 2000-х.
Не пізніше початку 2010-х до початкової ділянки маршруту підключили потужний газопровід Інтісар – Зувайтіна, що подав ресурс з нового напрямку.
Постачений по трубопроводу газ використовують електростанції ТЕС Зувайтіна та ТЕС Бенгазі-Північ. Існують також плани подовження газопроводу далі на схід, де на 2018 рік заплановане велике розширення ТЕС Тобрук, що наразі використовує нафтопродукти.
У районі Бенгазі блакитне паливо також призначалось для живлення цементного заводу в Hawari (станом на 2017 рік простоював, проте планувалось відновлення роботи підприємства).